# Passalus paucuvillosus
Passalus paucuvillosus (лат.) — вид сахарных жуков рода Passalus из семейства пассалиды (Passalidae). Неотропика (Колумбия). Имеют длину около 2 см (22—25 мм), буровато-чёрные, блестящие. Передний край лица прямой, с мелкими и неравномерными бугорками, без вторичных медиофронтальных бугорков. Медиофронтальный и латерофронтальный бугорки слиты, небольшие, выступают вперед. Центральный бугорок маленький, с несвободной вершиной. Латеропостерные бугорки маленькие, слабо выражены. Глаза крупные. Антеннальная булава трехламеллярная, с короткими ламелями. Лацинии с двузубой вершиной. Медиобазальная область ментума выступающая и голая. Маргинальная борозда расширена, занимает 2/3 переднего края пронотума. Простернеллюм ромбовидный, усеченный. Мезостернум голый, мезостернальные рубцы отсутствуют. Метастернум переднелатерально и в латеральной борозде голый; диск гладкий и ограничен пунктировкой сзади. Плечи и надкрылья голые. Передне-вентральная граница переднего бедра с тонкой бороздкой. Мезо- и метатибии с небольшими шипами или не вооружены.  Клипеус скрыт под лицевым склеритом. Фронтоклипеус отсутствует.